# Storhuvudet
Storhuvudet är ett naturreservat i Bodens kommun i Norrbottens län.
Området är naturskyddat sedan 2011 och är 7 kvadratkilometer stort. Reservatet omfattar östra delen av Storhuvudet och dess sluttningar mot Yttre Hollsvattnet i norr och Långsjön i söder. Reservatet består av gammal barrskog med inslag av lövträd,  